# 小威廉·H·普賴爾
小威廉·霍爾科姆·「比爾」·普賴爾（英語：William Holcombe "Bill" Pryor Jr.；1962年4月26日—），現任美國聯邦第十一巡迴上訴法院法官，2004年獲總統喬治布殊提名，參議院於2005年6月9日以53：45票通過任命。
2013年獲奧巴馬提名為美國量刑委員會委員，參議院一致通過其任命，任期至2017年10月31日。普賴爾於1997年1月至2004年出任亞拉巴馬州州檢察長。